# Marwa Amri
Marwa Amri (n. 8 ianuarie 1989, Tunis, Tunisia) este o luptătoare ce a reprezentat Tunisia, medaliată olimpică. A participat la 4 ediții ale Jocurilor Olimpice (2008, 2012, 2016, 2020) în care a câștigat o medalie de bronz.